# Rivière-Perdue
Production
Diffusion
Rivière-Perdue est une série télévisée française en six épisodes de 52 minutes réalisée par Jean-Christophe Delpias d'après un scénario d'Eugénie Dard, Sylvain Caron et Elsa Vasseur, et diffusée pour la première fois en Suisse à partir du 9 janvier 2024 sur RTS 1 et en France à partir du 11 janvier 2024 sur TF1.
Cette fiction, qui est une adaptation de la série espagnole La Caza Monteperdido (es) écrite par Luis Moya et Agustín Martínez, est une coproduction de Terence Films, Gétévé Productions et TF1, réalisée avec la participation de la Radio télévision suisse (RTS),,,,.

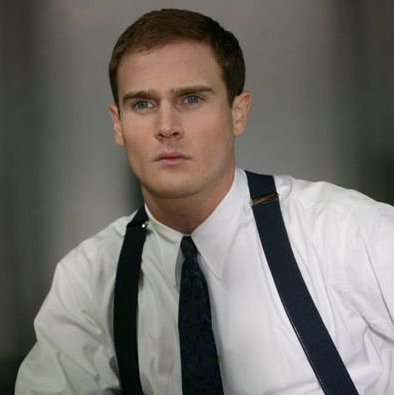
Nicolas Gob.

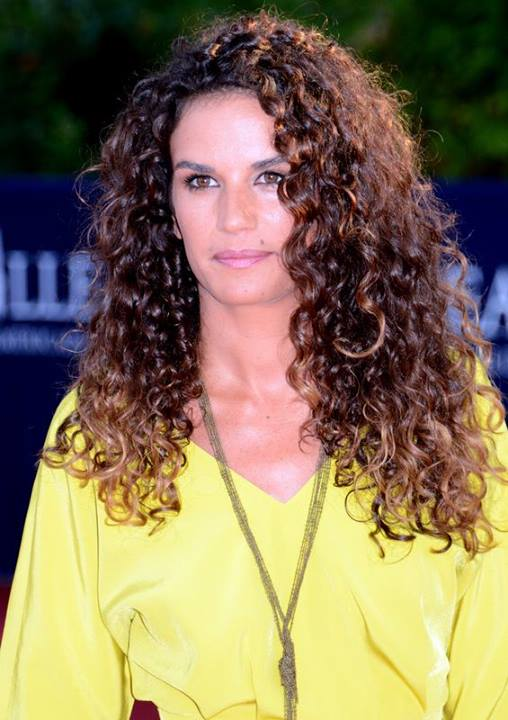
Barbara Cabrita.

## Synopsis
Sur une route des Pyrénées, un spectaculaire accident de voiture permet la réapparition d'Anna, une ado disparue depuis 5 ans. La capitaine Alix Berg et le commandant Balthus associés avec Victor Ferrer, le chef de la gendarmerie locale ont pour objectif de retrouver la trace de Lucie, une jeune fille enlevée en même temps qu'Anna et qui n'a pas réapparu.

## Distribution

### Police et gendarmerie
- Barbara Cabrita : capitaine Alix Berg, de la « Brigade de protection de la famille » de Montpellier
- Jean-Michel Tinivelli : commandant Éric Balthus de la PJ de Paris
- Nicolas Gob : capitaine Victor Ferrer, chef de la gendarmerie locale

### Famille Casteran
- Odile Vuillemin : Marion Casteran, mère d'Anna Casteran
- Bruno Debrandt : Rémi Casteran, père d'Anna Casteran
- Charlotte Lacoste : Anna Casteran, 16 ans
- Valentine Bourgeois : Anna Casteran, 11 ans
- Patrick Descamps : Émile Casteran, grand-père d'Anna Casteran

### Famille Perez
- Annelise Hesme : Nathalie Perez, mère de Lucie Perez
- Kamel Belghazi : Manuel Perez, père de Lucie Perez
- Roman Freud : Quentin Perez, frère de Lucie Perez
- Iris Copin : Lucie Perez, 16 ans
- Victoria Tobal : Lucie Perez, 11 ans
- Thierry Lopez : Gabriel Boyer, frère de Nathalie Perez et oncle de Lucie Perez

### Famille Vidal
- Cyril Gueï : Marc Vidal
- Rosie Boccardi : Elisa Vidal, fille de Marc Vidal

### Autres protagonistes
- Samir Boitard : Christophe Coulate, présentateur d'une émission TV de faits divers
- Christian-Fabrice Sigaux : Gilles Dufour
- Félix Guibal : Julien

## Production

### Genèse et développement
La série est créée d'après la série espagnole La Caza Monteperdido, elle-même adaptée du roman Monteperdido de l'auteur espagnol Agustín Martínez, et écrite par Eugénie Dard, Sylvain Caron et Elsa Vasseur, et réalisée par Jean-Christophe Delpias,,,,,.

### Attribution des rôles
Olivier Marchal avait à l'origine été annoncé pour camper l'un des personnages principaux de la série, mais c'est finalement Jean-Michel Tinivelli qui a pris sa place. Ce dernier explique : « Olivier Marchal avait été pressenti pour ce rôle, mais il n'a pas pu le faire. Et on m'a appelé pour le jouer. J'étais donc en position de remplacer quelqu'un, ce qui n'est pas forcément évident. Les autres acteurs s'étaient projetés dans l'idée de jouer avec Olivier. Au début, ce n'est pas évident, il faut se faire accepter. Il faut être sûr de soi, ou au moins en donner l'impression ».
Aux côtés de Jean-Michel Tinivelli dans rôle du commandant Eric Balthus, le rôle de la capitaine Alix Berg est interprété par Barbara Cabrita, qui porte dans le dos une impressionnante cicatrice faite sur mesure par un spécialiste américain des effets spéciaux, une cicatrice que l'on aperçoit quand elle se change après avoir fait la descente de la rivière pour atteindre la voiture accidentée d'où a été éjectée Anna au début du premier épisode. Barbara Cabrita explique que « La raison de cette cicatrice est vraiment mise en lumière tardivement parce que ça laisse quelque chose d'intrigant dans le personnage d'Alix. Quand on découvre ce que ça représente pour elle, on comprend mieux aussi certains liens qu'elle a avec Balthus ».

### Tournage
Le tournage de la série a lieu du 5 juin au 14 septembre 2023 dans le Vallespir, une région montagneuse du département français des Pyrénées-Orientales en région Occitanie,,,.
Le tournage a lieu, entre autres, au Boulou, à Prats-de-Mollo, à Maureillas-las-Illas, à Amélie-les-Bains, à Corsavy, à Céret ainsi qu'à Arles-sur-Tech, où la mairie est transformée en gendarmerie pour les besoins du tournage et où des images sont tournées devant l'hôtel des Glycines, au moulin des arts et dans l'atelier Bulle de verre, avec des figurants locaux d'Arles-sur-Tech et de Laroque-des-Albères,,,,.
Les maisons des familles Casteran et Perez se situent à Arles-sur-Tech, tandis que celle du capitaine Victor Ferrer est nichée dans la montagne sur le territoire de Montbolo,. L'hôpital du Vallespir, où Anna Casteran est soignée dans les premiers épisodes, a été reconstitué à partir de la Clinique de Céret et de l'Ehpad d'Amélie-les-Bains,. Des scènes ont également été tournées sous le pont de Ribuanys proche de Can Riubanys, à Amélie-les-Bains.
Le réalisateur Jean-Christophe Delpias révèle : « Chaque fois qu'ils ont pu le faire, les acteurs ont tourné des séquences d'action eux-mêmes. Ils se sont appliqués dans la limite de ce qu'ils pouvaient faire et étaient doublés pour le reste ». Nicolas Gob précise : « On a vraiment pris l'hélicoptère, on était attachés au bord. Malheureusement, on n'a pas pu faire l'hélitreuillage ni le saut dans l'eau, parce que c'était considéré comme trop dangereux. On a fait en revanche toute la descente de la rivière. C'était assez trash, Barbara Cabrita s'est blessée d'ailleurs. Les courants étaient assez violents ». Par ailleurs, Barbara Cabrita a tenu à réaliser les cascades à moto : « Je connais les producteurs depuis une vingtaine d'années, on est proches et on adore travailler ensemble. Ils connaissent mon passé de sportive et le fait que je sois motarde. Je ne sais pas si d'autres producteurs m'auraient fait confiance pour faire ces cascades. J'ai vraiment insisté pour les faire moi-même. Le moto-cross, c'est complètement différent de la moto de route, donc il m'a fallu suivre une formation ». « On a eu un tournage sportif dans tous les sens du terme. Il y a eu des petits bobos, il y a eu des petits bleus, mais c'est le jeu. On est prêt à ça aussi. On adore ça et on se prépare physiquement pour que ça ne reste que des bleus », précise-t-elle encore.
Concernant la chienne Choupette, le réalisateur confie à Télé-Loisirs : « On voulait que le chien de Victor existe vraiment. Pour ça, il fallait qu'il soit là tous les jours, ce qui est compliqué parce que ça veut dire avoir un dresseur tous les jours et c'est cher ! ». Télé-Loisirs précise que Delpias a donc décidé de faire le pari de prendre un chien qui n'est pas un chien de cinéma et a porté son choix sur Choupette, la chienne d'une assistante de production : « Elle n'avait jamais joué mais sa maîtresse était prête à faire un essai car elle était de bonne constitution et intelligente. Qu'elle tourne ou pas, elle était tous les jours sur le tournage, et connaissait tout le monde. Et il s'est avéré que cette chienne était exceptionnelle ! Elle est devenue notre mascotte. Elle comprenait tout, cette petite. C'était spectaculaire, elle faisait les prises autant de fois qu'il le fallait et pourtant ce n'est pas un chien acteur. Ça peut être très compliqué de tourner avec des animaux, on peut perdre beaucoup de temps… Mais avec Choupette, ce n'était jamais le cas. On a eu une chance incroyable ».
Enfin, de nombreux figurants originaires du département des Pyrénées-Orientales participent au tournage de la série : en effet, la société Mire tournages, chargée de valoriser le territoire du Vallespir pour l'accueil des tournages, a fait appel exclusivement à des habitants du secteur pour jouer des rôles mineurs.

### Fiche technique
Sauf indication contraire, les informations mentionnées dans cette section peuvent être confirmées par les bases de données cinématographiques IMDb et Allociné,  présentes dans la section « Liens externes ».
- Titre français : Rivière-Perdue
- Réalisation : Jean-Christophe Delpias[1],[6],[2],[3],[4],[7]
- Scénario : Eugénie Dard, Sylvain Caron et Elsa Vasseur[1],[3],[7]
- Musique : André Dziezuk
- Décors : Michel Eric
- Costumes : Isabelle Ntakabanyura
- Photographie : Dominique De Wever
- Son : Bernard Borel Erwan Cossic
- Montage : Nicolas Reydon et Mathieu Molinaro
- Production : Bertrand Cohen et Stéphane Meunier
- Sociétés de production : Terence Films, Gétévé Productions et TF1[1],[2]
- Pays de production :  France
- Langue originale : français
- Format : couleur
- Nombre de saisons : 1
- Nombre d'épisodes[1],[4],[11] : 6
- Genre : drame, policier, thriller
- Durée : 52 minutes[1],[4],[11]
- Dates de première diffusion : 
  - Suisse : 9 janvier 2024 sur RTS 1[20]
  - France : 11 janvier 2024 sur TF1[5],[21]

## Épisodes
1. Anna
2. Rémi
3. Pilar
4. Balthus
5. Marc
6. Si tu m'aimes pour de vrai…

## Accueil

### Audiences et diffusion

#### En France
En France, la série est diffusée les jeudis vers 21 h 10 sur TF1 par salve de deux épisodes du 11 au 25 janvier 2024.
| Épisode              | Diffusion             | Diffusion            | Audience moyenne          | Audience moyenne                       | Audience moyenne         | Audience moyenne | Réf.   |
| Épisode              | Jour                  | Horaire              | Nombre de téléspectateurs | Part de marché (sur les 4 ans et plus) | Part de marché (FRDA-50) | Classement       | Réf.   |
| -------------------- | --------------------- | -------------------- | ------------------------- | -------------------------------------- | ------------------------ | ---------------- | ------ |
| 1                    | Jeudi 11 janvier 2024 | 21 h 10 - 22 h 15    | 5 310 000                 | 26,3 %                                 | 25,2 %                   | 1er              | [ 22 ] |
| 2                    | Jeudi 11 janvier 2024 | 22 h 15 - 23 h 10    | 4 530 000                 | 29 %                                   | 25,2 %                   | 1er              | [ 22 ] |
| 3                    | Jeudi 18 janvier 2024 | 21 h 10 - 22 h 15    | 4 600 000                 | 23,4 %                                 | 21,9 %                   | 1er              | [ 23 ] |
| 4                    | Jeudi 18 janvier 2024 | 22 h 15 - 23 h 10    | 4 020 000                 | 27,7 %                                 | 21,9 %                   | 1er              | [ 23 ] |
| 5                    | Jeudi 25 janvier 2024 | 21 h 10 - 22 h 15    | 4 900 000                 | 25,2 %                                 | 28,4 %                   | 1er              | [ 24 ] |
| 6                    | Jeudi 25 janvier 2024 | 22 h 15 - 23 h 10    | 4 760 000                 | 32,5 %                                 | 28,4 %                   | 1er              | [ 24 ] |
|                      |                       |                      |                           |                                        |                          |                  |        |
| Moyenne de la saison | Moyenne de la saison  | Moyenne de la saison | 4 690 000                 | 27,4 %                                 | 25,2 %                   |                  | [ 25 ] |

- Les plus hauts chiffres d'audience
- Les plus bas chiffres d'audience

### Accueil critique
Pour Alexandre Letren, du site VL Média, Rivière-Perdue est une série prenante et addictive à souhait : « Un concept simple mais parfaitement efficace qui ne lésine pas sur les retournements de situation qui, pour deux d'entre au moins, ne manqueront pas de vous déboiter la mâchoire ».
Jennifer Radier, du site Allociné se montre tout aussi dithyrambique : « Si le concept sur le papier paraît simple, le scénario est si bien ficelé que la série en devient redoutablement efficace pour ne pas dire addictive. Chaque avancée de cette investigation sème le trouble aussi bien dans la tête des enquêteurs que dans celle des téléspectateurs […] Rivière-Perdue est une véritable réussite avec un final à la hauteur de nos attentes ».
Pour Anaïs Berno, du quotidien Ouest-France, Rivière-Perdue est une série addictive, à la réalisation soignée : « Photographie léchée, musique épique, casting cinq étoiles habitué aux séries policières… La série sort les gros moyens […] Rivière-Perdue est une série addictive, bien réalisée et qui a le mérite de prendre son temps pour soigner son intrigue ».
Le magazine Télé 7 jours apprécie également la série : « Rebondissements inattendus, casting parfait et intrigues divinement ficelées ».
Par contre, Télérama titre « Rivière-Perdue, saison 1 : un polar sans originalité sauvé par la beauté des Pyrénées-Orientales », tout en tempérant un peu son propos : « Avec ce polar occitan, TF1 fait à la fois du Canal… et du France 3. Le résultat, malgré un scénario brut de décoffrage, reste divertissant ».
Pour Télé-Loisirs, la série réunit tous les genres, l'action, le mélo et les scènes sentimentales : « Cette richesse de contenu est un véritable atout, tout comme la mise en scène. Sous l'œil de la caméra assez virtuose de Jean-Christophe Delpias, qui réussit à restituer l'ampleur des décors montagneux des Pyrénées, les comédiens donnent vie à ces héros cabossés, pour lesquels on se prend très vite d'une certaine tendresse ».